# Albert Neisser
Albert Ludwig Sigesmund Neisser (ur. 22 stycznia 1855 w Świdnicy, zm. 30 lipca 1916 we Wrocławiu) – niemiecki lekarz dermatolog i wenerolog. Żoną Alberta Neissera była Toni Neisser (ur. 1861 roku, zm.1913 roku).

## Życiorys
W 1882 roku został profesorem Uniwersytetu Wrocławskiego. W 1879 odkrył dwoinkę rzeżączki. Na jego cześć nazwano rodzaj bakterii (Neisseria). Prowadził prace poświęcone kile, między innymi jako pierwszy w 1905 przeniósł krętki blade na małpy wywołując chorobę. W latach 1905–1906 przebywał na Jawie, gdzie prowadził badania nad możliwością przeniesienia się kiły z małp na człowieka. Później współpracował z Augustem Paulem von Wassermannem nad opracowaniem skutecznego testu pozwalającego wykryć kiłę (test Wassermanna). Działał w dziedzinie immunologii oraz barwienia preparatów bakteriologicznych. Ponadto popierał działania prewencyjne, jak obowiązkowe badania okresowe prostytutek.
W 1898 roku Albert Neisser opublikował badania kliniczne z wykorzystaniem surowicy u chorych na syfilis. Wstrzykiwał komórki surowicy pobrane od pacjentów zarażonych kiłą, a następnie podawał je zdrowym pacjentom, najczęściej prostytutkom (wliczając w to małoletnie dziewczynki). Neisser nie poinformował swoich pacjentów o przeprowadzanym eksperymencie, ani też nie poprosił o ich zgodę. U niektórych z jego pacjentów w wyniku eksperymentu rozwinęła się kiła. Po upublicznieniu sprawy Neisser musiał zapłacić karę dyscyplinarną. Jego badania kliniczne spowodowały stworzenie w 29 grudnia 1900 roku dokumentu regulującego badania kliniczne przez Pruskie Ministerstwa Edukacji.
W latach 1898–1899 na obrzeżu Parku Szczytnickiego (dziś ul. Różyckiego) zbudował dla siebie willę projektu znanego berlińskiego architekta Hansa Grisebacha (zniszczona w 1945), w której mieszkał do śmierci. W latach 1920–1933 urządzono w niej muzeum, później jednak hitlerowskie władze muzeum zlikwidowały, ze względu na żydowskie pochodzenie jego fundatorów.
Od 2005 roku na Uniwersytecie Wrocławskim cyklicznie odbywają się Wykłady im. Alberta Neissera, w których udział biorą krajowi i zagraniczni specjaliści z dziedziny dermatologii i wenerologii.

## Salon Neisserów
Albert i Toni Neisserowie prowadzili słynny we Wrocławiu salon, którego gośćmi byli ludzie sztuki, m.in. literaci, malarze, rzeźbiarze i muzycy. Mieścił się początkowo przy placu Muzealnym, następnie przeniesiony został do parku Szczytnickiego przy ulicy Różyckiego.